# Sean Chen
Chen Chun (en chino tradicional, 陳冲; pinyin, Chén Chōng; nacido el 13 de octubre de 1949), también conocido como Sean Chen en inglés, es un político y abogado taiwanés que fue el tercer primer ministro de la República de China (Taiwán) del gobierno de Ma Ying-jeou.

## Biografía

### Primeros años
Chen nació en Taiwán. Obtuvo su Licenciatura en Derecho (LL.B.) en 1971 y su Maestría en Leyes (LL.M.) en 1973 en la Universidad Nacional de Taiwán.

### Carrera política
La popularidad de Sean Chen creció en Taiwán durante su presidencia de la Comisión de Supervisión Financiera, quien firmó tres memorandos de entendimiento con sus homólogos de China continental en enero de 2010 en los sectores de banca, seguros e inversiones. Esto se consideró un hito importante en el fortalecimiento de los lazos económicos con China, permitiendo a las instituciones financieras taiwanesas acceder a los vastos y crecientes mercados de China continental. En una conversación con Sam Radwan, publicada en un artículo de Bloomberg Businessweek, se mostró confiado en que lograría un trato preferencial para Taiwán en lo que muchas instituciones financieras extranjeras consideran un mercado donde los reguladores chinos no han proporcionado igualdad de condiciones.
El 6 de febrero de 2012, Chen fue nombrado primer ministro de la República de China, sucediendo a Wu Den-yih. Tras un año de dificultades económicas y considerables críticas públicas, dimitió del cargo por motivos de salud el 1 de febrero de 2013 y fue sustituido por el vice primer ministro Jiang Yi-hua.
En marzo de 2012, Chen presentó su opinión sobre las relaciones entre ambos lados del estrecho ante el Yuan Legislativo. Coincidió con la política de Una sola China y con la idea de que China es la República de China. La zona continental de China pertenece al mismo país que la zona de Taiwán, pero China continental no está bajo el control efectivo del Gobierno de la República de China.

| Predecesor: Wu Den-yih | Primer ministro de la República de China 2012 – 2013 | Sucesor: Jiang Yi-hua |